# لياندرو سيلفا (لاعب كرة قدم برازيلي)
لياندرو سيلفا هو لاعب كرة قدم برازيلي، ولد في 16 يناير 1999 في Penápolis ‏ في البرازيل.

## وصلات خارجية
- لياندرو سيلفا (لاعب كرة قدم برازيلي) على موقع قاعدة بيانات كرة القدم.إي يو (الإنجليزية)
- لياندرو سيلفا (لاعب كرة قدم برازيلي) على موقع Soccerway.com (الإنجليزية)